# One Love (Keishi Tanakaの曲)
「One Love」（ワン・ラブ）は、2019年9月25日に発売されたKeishi Tanakaの10枚目のシングルである。

## A SONG FOR YOU vol.1
本曲は『A SONG FOR YOU vol.1』という企画の一部でCD化もされ、ライブ会場やオンラインショップで販売されている。
1. One Love
2. 雨上がりの恋 -Live ver.-
3. Just A Side Of Love -Live ver.-

## 収録曲

### 音楽配信
全作詞・作曲：Keishi Tanaka
1. One Love (3:28)

## 参加ミュージシャン
- Keishi Tanaka: ボーカル
- Achico: コーラス
- 別所和洋: ピアノ、オルガン

## リリース一覧
| 発売日        | 形態                                 | レーベル      | 脚注  |
| ------------- | ------------------------------------ | ------------- | ----- |
| 2019年9月28日 | 音楽配信                             | Keishi Tanaka | [ 1 ] |
| 2019年10月5日 | CD（『A SONG FOR YOU vol.1』として） | Keishi Tanaka | [ 2 ] |